# Mikałaj Stadub
Mikałaj Siarhiejewicz Stadub (błr. Мікалай Сяргеевіч Стадуб; ur. 18 listopada 1991 roku) – białoruski zapaśnik walczący w stylu klasycznym. Zajął piąte miejsce na mistrzostwach świata w 2019. Brązowy medalista mistrzostw Europy w 2021; piąty w 2019. Ósmy na igrzyskach wojskowych w 2019. Akademicki wicemistrz świata w 2016. Ósmy w Pucharze Świata w 2017 roku.